# Burg Frauenberg (Bodman)
Die Burg Frauenberg, auch Schloss Frauenberg genannt, ist eine ehemalige Burg der Grafen von Bodman bei Bodman-Ludwigshafen im Landkreis Konstanz in Baden-Württemberg (Deutschland). Sie wird heute durch die Communitas Agnus Dei als Kloster Frauenberg genutzt.

## Lage
Die Spornburg befindet sich rund 650 Meter südwestlich der Kirche von Bodman auf einem nach Norden vorspringendem Geländesporn, gegenüber der Ruine Altbodman.

## Geschichte
Die Burg wurde durch die Herren von Bodman, Reichsministeriale der Staufer, spätere Grafen von (und zu) Bodman genannt, erbaut und mehrfach umgebaut.
Die Burg Frauenberg war ursprünglich der Sitz der gräflichen Familie, bis am 16. September 1307 während eines Familienfestes ein Blitzschlag einen Brand verursachte. Der Legende nach verbrannte die gesamte gräfliche Familie und einige Angehörige des Hegauer Adels. Unter den Opfern waren Conrad, Katharina, Adelheid und Anna von Bodman, Gottfried von Kreyen (Krähen), Heinrich von Blumegg und die Ritter Hans von Bodman und Hans von Schellenberg. Nur der jüngste männliche Namensträger des Geschlechts, der einjährige Johannes von Bodman, überlebte die Katastrophe, indem die Amme das Kind in einen großen Kessel steckte und diesen samt Kind aus dem Fenster warf. Der Kessel stürzte die Felsen hinab, wurde von den Büschen gebremst und blieb schließlich hängen. Der Fundort ist heute durch einen kleinen Obelisken gekennzeichnet.
Nach dem Brand errichtete der Großvater des Geretteten am Ort der vollständig zerstörten Burg Frauenberg eine Kapelle mit Priesterhaus und schenkte diese um das Jahr 1308/09 dem Zisterzienserkloster Salem für die Errettung des Stammhalters. Das Kloster baute die abgebrannte Burg zum Kloster Frauenberg aus. Im Jahre 1515 fanden Baumaßnahmen und eine Neukonsekrierung statt; in den Jahren 1610/11 wurde das Gebäude schließlich erneut umgebaut. Im Zuge der Säkularisation gelangte das Kloster 1806 in den Besitz der gräflichen Familie zurück.

## Heutige Nutzung
Heute befindet sich die Burg in gräflichem Besitz und wird von der katholischen, aber nicht von der Kirche anerkannten Glaubensgemeinschaft „Communitas Agnus Dei“ bewohnt. Deshalb ist die alte Burgkapelle tagsüber meist zugänglich und kann besichtigt werden, wenn man über die Eingangstreppe in den ersten Stock gelangt und den Flur bis zum Ende durchquert. Zu den Sehenswürdigkeiten zählen Marienfiguren und eine Pietà aus dem 15. Jahrhundert.

## Anlage
Die Burganlage wurde auf einem rund 70 mal 14 Meter messenden Bergsporn errichtet. Der heutige Wohnbau der religiösen Gemeinschaft geschah unter Einbeziehung von Resten der Burganlage. Er besitzt ein Satteldach und Treppengiebel.